# Suecia en el Festival de la Canción de Eurovisión 2017
Suecia participó en el LXII Festival de la Canción de Eurovisión, celebrado en Kiev, Ucrania del 9 al 13 de mayo del 2017, tras la victoria de Jamala con la canción "1944". Como es habitual, la SVT mantuvo el Melodifestivalen como su final para la elección del representante sueco. En la final celebrada el 11 de marzo, el cantante Robin Bengtsson logró, por sorpresa, la victoria con el tema pop "I Can't Go On", compuesta por David Kreuger, Hamed "K-One" Pirouzpanah y Robin Stjernberg. Bengtsson ganó con un total de 146 puntos, siendo el preferido por el jurado internacional que le otorgó 96 puntos, y tercero para el público que lo ubicó tercero.
Como viendo siendo habitual, Suecia desde un comienzo se ubicó en los primeros sitios de las casas de apuestas, manteniéndose entre el tercer y quinto lugar durante las semanas previas al concurso. Sorteado para competir en la primera semifinal del 9 de mayo, el país nórdico logró el pase a la final que se realizó días después. Tras la votación, Suecia obtuvo 344 puntos, obteniendo 218 por parte del jurado profesional, que lo colocó tercera, y 126 por parte del televoto, que la ubicó en 8° lugar. En la clasificación final, terminó en 5° lugar, logrando su sexto posicionamiento dentro del Top 5 de los últimos 7 años.

## Historia de Suecia en el Festival
Suecia es considerado uno de los países más exitosos dentro del festival. Su debut fue en la edición de 1958, apareciendo desde entonces en 56 ocasiones en el concurso. Suecia ha logrado la victoria en 6 oportunidades: la primera con la mítica agrupación ABBA, y el tema rock "Waterloo" en 1974. En 1984, con el grupo Herreys y la canción "Diggi-Loo Diggi-Ley". En 1991, la cantante Carola y el tema "Fångad av en stormvind". En 1999 obtendrían su cuarta victoria con Charlotte Nilsson y "Take Me To Your Heaven". Loreen y la canción "Euphoria" obtendrían la quinta victoria en 2012, y tres años después, en 2015, Måns Zelmerlöw lograrían la sexta con el tema electropop "Heroes". Desde la introducción de las semifinales en 2004, Suecia se ha clasificado a todas las finales a excepción de la del 2010.
En 2016, el festival se realizó en tierras suecas, tras la victoria del 2015. En esta edición, Frans con el tema pop "If I Were Sorry" consiguió el 5° lugar con 261 puntos logrando el tercer Top 5 consecutivo del país.

## Representante para Eurovisión

### Melodifestivalen 2017
El Melodifestivalen 2017 fue 57° edición de la final nacional sueca para elegir a su representante en Eurovisión. Como en los años anteriores, el concurso tuvo lugar durante 6 fines de semana, entre el 4 de febrero y el 11 de marzo. Un total de 28 canciones participaron divididas en 4 semifinales, con las que se definirían, después de una segunda ronda eliminatoria llamada la "Andra Chansen" o Segunda Oportunidad, los 12 finalistas, dos ganadores de cada semifinal y los restantes cuatro del Andra Chansen. Todos los shows fueron presentados por Clara Henry, David Lindgren y Hasse Andersson. Tanto en las semifinales como en el Andra Chansen las votaciones fueron consideradas al 100% del televoto.
La final se realizó en el Friends Arena de Estocolmo. Los 12 finalistas después de presentarse se sometieron a la votación al 50/50 entre 11 jurados provenientes de países invitados por la SVT y el voto del público. En esta ocasión los jurados correspondieron a: Armenia, Australia, Francia, Israel, Italia, Malta, Noruega, Polonia, Reino Unido, República Checa y Ucrania. Cada panel de jurado votó 12, 10, 8, 6, 4, 2 y 1 punto a sus 7 canciones favoritas. Una vez contados estos votos se revelaron los correspondientes al televoto, el cual cuenta con 473 puntos (la cantidad equivalente que tienen todos los jurados juntos) a repartir en base al porcentaje de llamadas y SMS. Al final de la votación, Robin Bengtsson fue declarado ganador con 146 puntos, venciendo de último minuto a uno de los máximos favoritos, Nano, quien consiguió 133, posicionándose en segundo lugar.
| N.º | Artista                           | Canción                                                   | Jurado | Televoto  | Televoto   | Televoto | Lugar | Puntos |
| N.º | Artista                           | Canción                                                   | Jurado | Votos     | Porcentaje | Puntos   | Lugar | Puntos |
| --- | --------------------------------- | --------------------------------------------------------- | ------ | --------- | ---------- | -------- | ----- | ------ |
| 1   | Ace Wilder                        | «Wild Child»                                              | 35     | 920,421   | 6.80%      | 32       | 67    | 7      |
| 2   | Boris René                        | «Her Kiss»                                                | 35     | 904,646   | 6.70%      | 31       | 66    | 8      |
| 3   | Lisa Ajax                         | «I Don't Give A»                                          | 16     | 847,353   | 6.20%      | 30       | 46    | 9      |
| 4   | Robin Bengtsson                   | «I Can't Go On»                                           | 96     | 1,435,963 | 10.60%     | 50       | 146   | 1      |
| 5   | Jon Henrik Fjällgren feat. Aninia | «En värld full av strider (Eatneme gusnie jeenh dåaroeh)» | 56     | 1,395,012 | 10.30%     | 49       | 105   | 3      |
| 6   | Anton Hagman                      | «Kiss You Goodbye»                                        | 6      | 1,058,232 | 7.80%      | 37       | 43    | 10     |
| 7   | Mariette                          | «A Million Years»                                         | 62     | 1,068,531 | 7.90%      | 37       | 99    | 4      |
| 8   | FO&O                              | «Gotta Thing About You»                                   | 7      | 962,987   | 7.10%      | 34       | 41    | 11     |
| 9   | Nano                              | «Hold On»                                                 | 76     | 1,627,843 | 11.90%     | 57       | 133   | 2      |
| 10  | Wiktoria                          | «As I Lay Me Down»                                        | 29     | 1,474,526 | 10.90%     | 51       | 80    | 6      |
| 11  | Benjamin Ingrosso                 | «Good Lovin'»                                             | 54     | 961,104   | 7.10%      | 33       | 87    | 5      |
| 12  | Owe Thörnqvist                    | «Boogieman Blues»                                         | 1      | 910,160   | 6.70%      | 32       | 33    | 12     |

## En Eurovisión
Por las reglas establecidas por la UER, todos los países participantes tienen que pasar por alguna de las semifinales, a excepción del Big Five (Alemania, España, Francia, Italia y Reino Unido) y el país anfitrión, en este caso Ucrania. El sorteo realizado el 31 de enero de 2017, determinó que Suecia debía participar en la primera mitad (posiciones 1-9) de la primera semifinal.
Una vez conocidas todas las canciones, la UER dio a conocer el orden de actuación de todos los concursantes de las semifinales. Este determinó que el país fuera el primero en actuar, seguido por Georgia.
Los comentarios para Suecia en los tres programas corrieron por parte del ganador del 2015, Måns Zelmerlöw junto a Edward af Sillén. La cantante y participante en dos ocasiones del Melodifestivalen, Wiktoria Johansson fue la portavoz de los votos del jurado sueco.

### Semifinal 1
Robin Bengtsson formó parte de sus primeros ensayos los días 30 de abril y 4 de mayo. Así mismo, estuvo presente en los ensayos generales de la semifinal los días 8 y 9 de mayo. El ensayo general de la tarde del 8 fue tomado en cuenta por los jurados nacionales para emitir sus votaciones, que representan el 50% de los puntos.
La actuación sueca se mantuvo fiel a la ya presentada en el Melodifestivalen 2017. Bengtsson, vistió un traje completo de color gris oscuro, iniciando su presentación desde "backstage" para unirse momentos después a sus cuatro bailarines e ingresar al escenario, en el que ejecutaron su coreografía sobre caminadoras mientras el fondo proyectaba gráficos en tonos azules, rosas y morados. Al final del programa, Suecia fue anunciada como una de las 10 naciones que clasificaban a la final. Los resultados revelados una vez terminado el festival situaron a Suecia en 3° lugar con 227 puntos. El jurado situó a Bengtsson en 3° puesto con 124 puntos, incluyendo las máximas puntuaciones de Bélgica y Finlandia. El público le otorgó los restantes 103 puntos, ubicándolo 4° con 103 puntos, y empatado con Chipre.

### Final
Suecia fue sorteado para participar en la segunda mitad de la final (posiciones 14-26), en el sorteo realizado en la conferencia de prensa de los ganadores, realizada una vez terminada la semifinal. Una vez conocidos todos los finalistas, la producción dio a conocer el orden de actuación en la final, en la cual se definió que Suecia se presentaría en 24ª posición, después de Bélgica y antes de Bulgaria. Robin tomó parte de los ensayos generales con vestuario los días 12 y 13 de mayo. El ensayo general de la tarde del 12 fue tomado en cuenta por los jurados profesionales para emitir sus votos, que representan el 50% de los puntos. La actuación se mantuvo exactamente igual a la realizada en la semifinal.
Durante las votaciones, Suecia obtuvo 218 puntos en la votación de los jurados, que lo ubicó en la tercera posición. Los jurados de Bélgica, Dinamarca y Finlandia le otorgaron la máxima puntuación (12 puntos). Posteriormente se anunciaron los votos correspondientes al público; siendo Suecia anunciada dentro de los 10 más votados. Finalmente, Suecia terminó en 8º lugar con 126 puntos, lo que en conjunto lo situó en la 5ª posición con 344 puntos, manteniendo a Suecia dentro del Top-5 por cuarto año consecutivo y por sexto ocasión en los últimas 7 ediciones del festival.

### Votación

#### Votación otorgada a Suecia

##### Semifinal 1
| Jurado                                   | Jurado                          | Jurado                                               | Jurado                           | Jurado                            |
| 12 puntos                                | 10 puntos                       | 8 puntos                                             | 7 puntos                         | 6 puntos                          |
| ---------------------------------------- | ------------------------------- | ---------------------------------------------------- | -------------------------------- | --------------------------------- |
| - Bélgica - Finlandia                    | - Italia - República Checa      | - Australia - Chipre - Georgia - Islandia - Moldavia | - Eslovenia                      | - Montenegro                      |
| 5 puntos                                 | 4 puntos                        | 3 puntos                                             | 2 puntos                         | 1 punto                           |
| - Armenia - Portugal                     | - Albania - Polonia             | - España                                             | - Grecia - Letonia - Reino Unido |                                   |
| Televoto                                 |                                 |                                                      |                                  |                                   |
| 12 puntos                                | 10 puntos                       | 8 puntos                                             | 7 puntos                         | 6 puntos                          |
|                                          | - Albania - Islandia - Portugal | - Australia                                          | - Finlandia - Letonia            | - Azerbaiyán - España             |
| 5 puntos                                 | 4 puntos                        | 3 puntos                                             | 2 puntos                         | 1 punto                           |
| - Bélgica - Chipre - Eslovenia - Polonia | - Armenia - Georgia             | - Grecia - Montenegro                                | - República Checa                | - Italia - Moldavia - Reino Unido |

##### Final
| Jurado                                        | Jurado                                   | Jurado | Jurado                                                          | Jurado                                                                                   |
| 12 puntos                                     | 10 puntos                                | 8 puntos                                                                                                   | 7 puntos                                                        | 6 puntos                                                                                 |
| --------------------------------------------- | ---------------------------------------- | --- | --------------------------------------------------------------- | ---------------------------------------------------------------------------------------- |
| - Bélgica - Dinamarca - Finlandia             | - Israel - Italia - Suiza                | - Bielorrusia - Francia - Georgia - Islandia - Moldavia - Reino Unido                                      | - Montenegro - Portugal - República Checa - Rumania             | - Armenia - Australia - Chipre - Eslovenia - Irlanda - Lituania - Noruega - Países Bajos |
| 5 puntos                                      | 4 puntos                                 | 3 puntos                                                                                                   | 2 puntos                                                        | 1 punto                                                                                  |
| - España                                      | - Alemania - Austria - Croacia - Polonia | - Estonia                                                                                                  | - Serbia                                                        | - Hungría - Macedonia (ARY)                                                              |
| Televoto                                      |                                          | |                                                                 |                                                                                          |
| 12 puntos                                     | 10 puntos                                | 8 puntos                                                                                                   | 7 puntos                                                        | 6 puntos                                                                                 |
| - Dinamarca                                   |                                          | - Islandia                                                                                                 | - Malta - Ucrania                                               | - Australia - Finlandia                                                                  |
| 5 puntos                                      | 4 puntos                                 | 3 puntos                                                                                                   | 2 puntos                                                        | 1 punto                                                                                  |
| - Chipre - España - Macedonia (ARY) - Noruega | - Letonia - Países Bajos - Reino Unido   | - Armenia - Azerbaiyán - Bielorrusia - Estonia - Grecia - Hungría - Israel - Lituania - Moldavia - Polonia | - Albania - Bélgica - Bulgaria - Croacia - Rumania - San Marino | - Austria - Eslovenia - Georgia - Portugal - Serbia - Suiza                              |

#### Votación realizada por Suecia
| Puntos    | Jurado          | Televoto   |
| --------- | --------------- | ---------- |
| 12 puntos | Australia       | Portugal   |
| 10 puntos | Moldavia        | Bélgica    |
| 8 puntos  | Chipre          | Finlandia  |
| 7 puntos  | Finlandia       | Islandia   |
| 6 puntos  | Georgia         | Polonia    |
| 5 puntos  | Portugal        | Moldavia   |
| 4 puntos  | República Checa | Chipre     |
| 3 puntos  | Bélgica         | Armenia    |
| 2 puntos  | Islandia        | Australia  |
| 1 punto   | Eslovenia       | Montenegro |

| Puntos    | Jurado       | Televoto |
| --------- | ------------ | -------- |
| 12 puntos | Portugal     | Bélgica  |
| 10 puntos | Australia    | Portugal |
| 8 puntos  | Moldavia     | Moldavia |
| 7 puntos  | Bulgaria     | Bulgaria |
| 6 puntos  | Italia       | Noruega  |
| 5 puntos  | Dinamarca    | Polonia  |
| 4 puntos  | Austria      | Hungría  |
| 3 puntos  | Países Bajos | Rumania  |
| 2 puntos  | Chipre       | Croacia  |
| 1 punto   | Bélgica      | Italia   |

##### Desglose
El jurado sueco estuvo conformado por:
- Michael Cederberg - presidente del jurado - (editor musical)
- Wiktoria Johansson - (cantante)
- Maria Lundin - (productora musical, compositora)
- Gustav Efraimsson - (productor musical, compositor)
- Andreas Johnson - (cantante, letrista)

| Semifinal 1 | Semifinal 1     | Semifinal 1                | Semifinal 1                | Semifinal 1                | Semifinal 1                | Semifinal 1                | Semifinal 1                | Semifinal 1                | Semifinal 1                | Semifinal 1                |
| N.º         | País            | Jurado                     | Jurado                     | Jurado                     | Jurado                     | Jurado                     | Jurado                     | Jurado                     | Televoto                   | Televoto                   |
| N.º         | País            | M. Cederberg               | W. Johansson               | M. Ludin                   | G. Efraimsson              | A. Johnson                 | Ranking                    | Puntos                     | Ranking                    | Puntos                     |
| ----------- | --------------- | -------------------------- | -------------------------- | -------------------------- | -------------------------- | -------------------------- | -------------------------- | -------------------------- | -------------------------- | -------------------------- |
| 01          | Suecia          | -------------------------- | -------------------------- | -------------------------- | -------------------------- | -------------------------- | -------------------------- | -------------------------- | -------------------------- | -------------------------- |
| 02          | Georgia         | 5                          | 12                         | 4                          | 7                          | 7                          | 5                          | 6                          | 17                         |                            |
| 03          | Australia       | 1                          | 6                          | 3                          | 1                          | 3                          | 1                          | 12                         | 9                          | 2                          |
| 04          | Albania         | 10                         | 16                         | 7                          | 17                         | 13                         | 14                         |                            | 15                         |                            |
| 05          | Bélgica         | 9                          | 14                         | 9                          | 9                          | 2                          | 8                          | 3                          | 2                          | 10                         |
| 06          | Montenegro      | 12                         | 17                         | 14                         | 6                          | 16                         | 17                         |                            | 10                         | 1                          |
| 07          | Finlandia       | 6                          | 7                          | 2                          | 11                         | 8                          | 4                          | 7                          | 3                          | 8                          |
| 08          | Azerbaiyán      | 15                         | 8                          | 12                         | 12                         | 6                          | 11                         |                            | 16                         |                            |
| 09          | Portugal        | 11                         | 9                          | 1                          | 15                         | 1                          | 6                          | 5                          | 1                          | 12                         |
| 10          | Grecia          | 13                         | 11                         | 16                         | 14                         | 10                         | 15                         |                            | 12                         |                            |
| 11          | Polonia         | 14                         | 5                          | 13                         | 8                          | 14                         | 12                         |                            | 5                          | 6                          |
| 12          | Moldavia        | 2                          | 1                          | 10                         | 4                          | 5                          | 2                          | 10                         | 6                          | 5                          |
| 13          | Islandia        | 4                          | 10                         | 15                         | 5                          | 12                         | 9                          | 2                          | 4                          | 7                          |
| 14          | República Checa | 7                          | 4                          | 5                          | 10                         | 17                         | 7                          | 4                          | 11                         |                            |
| 15          | Chipre          | 3                          | 2                          | 6                          | 2                          | 9                          | 3                          | 8                          | 7                          | 4                          |
| 16          | Armenia         | 16                         | 15                         | 8                          | 13                         | 4                          | 13                         |                            | 8                          | 3                          |
| 17          | Eslovenia       | 17                         | 3                          | 11                         | 3                          | 15                         | 10                         | 1                          | 13                         |                            |
| 18          | Letonia         | 8                          | 13                         | 17                         | 16                         | 11                         | 16                         |                            | 14                         |                            |

| Final | Final        | Final                      | Final                      | Final                      | Final                      | Final                      | Final                      | Final                      | Final                      | Final                      |
| N.º   | País         | Jurado                     | Jurado                     | Jurado                     | Jurado                     | Jurado                     | Jurado                     | Jurado                     | Televoto                   | Televoto                   |
| N.º   | País         | M. Cederberg               | W. Johansson               | M. Ludin                   | G. Efraimsson              | A. Johnson                 | Ranking                    | Puntos                     | Ranking                    | Puntos                     |
| ----- | ------------ | -------------------------- | -------------------------- | -------------------------- | -------------------------- | -------------------------- | -------------------------- | -------------------------- | -------------------------- | -------------------------- |
| 01    | Israel       | 16                         | 10                         | 21                         | 20                         | 19                         | 20                         |                            | 18                         |                            |
| 02    | Polonia      | 11                         | 16                         | 19                         | 14                         | 21                         | 17                         |                            | 6                          | 5                          |
| 03    | Bielorrusia  | 25                         | 22                         | 15                         | 13                         | 20                         | 23                         |                            | 23                         |                            |
| 04    | Austria      | 13                         | 2                          | 6                          | 3                          | 18                         | 7                          | 4                          | 19                         |                            |
| 05    | Armenia      | 17                         | 18                         | 12                         | 24                         | 11                         | 18                         |                            | 15                         |                            |
| 06    | Países Bajos | 7                          | 4                          | 3                          | 19                         | 14                         | 8                          | 3                          | 14                         |                            |
| 07    | Moldavia     | 2                          | 5                          | 13                         | 4                          | 5                          | 3                          | 8                          | 3                          | 8                          |
| 08    | Hungría      | 21                         | 11                         | 20                         | 17                         | 15                         | 19                         |                            | 7                          | 4                          |
| 09    | Italia       | 4                          | 13                         | 10                         | 7                          | 3                          | 5                          | 6                          | 10                         | 1                          |
| 10    | Dinamarca    | 14                         | 3                          | 5                          | 8                          | 9                          | 6                          | 5                          | 17                         |                            |
| 11    | Portugal     | 8                          | 7                          | 1                          | 6                          | 2                          | 1                          | 12                         | 2                          | 10                         |
| 12    | Azerbaiyán   | 20                         | 15                         | 11                         | 12                         | 13                         | 15                         |                            | 20                         |                            |
| 13    | Croacia      | 19                         | 24                         | 14                         | 21                         | 12                         | 21                         |                            | 9                          | 2                          |
| 14    | Australia    | 5                          | 8                          | 4                          | 1                          | 6                          | 2                          | 10                         | 12                         |                            |
| 15    | Grecia       | 18                         | 23                         | 25                         | 25                         | 23                         | 24                         |                            | 21                         |                            |
| 16    | España       | 23                         | 12                         | 22                         | 9                          | 25                         | 22                         |                            | 25                         |                            |
| 17    | Noruega      | 9                          | 17                         | 7                          | 16                         | 16                         | 13                         |                            | 5                          | 6                          |
| 18    | Reino Unido  | 22                         | 6                          | 9                          | 15                         | 10                         | 12                         |                            | 16                         |                            |
| 19    | Chipre       | 3                          | 9                          | 16                         | 2                          | 22                         | 9                          | 2                          | 11                         |                            |
| 20    | Rumania      | 6                          | 19                         | 23                         | 23                         | 7                          | 16                         |                            | 8                          | 3                          |
| 21    | Alemania     | 10                         | 14                         | 8                          | 11                         | 17                         | 11                         |                            | 24                         |                            |
| 22    | Ucrania      | 24                         | 25                         | 24                         | 22                         | 24                         | 25                         |                            | 22                         |                            |
| 23    | Bélgica      | 15                         | 21                         | 17                         | 5                          | 1                          | 10                         | 1                          | 1                          | 12                         |
| 24    | Suecia       | -------------------------- | -------------------------- | -------------------------- | -------------------------- | -------------------------- | -------------------------- | -------------------------- | -------------------------- | -------------------------- |
| 25    | Bulgaria     | 12                         | 1                          | 2                          | 10                         | 4                          | 4                          | 7                          | 4                          | 7                          |
| 26    | Francia      | 1                          | 20                         | 18                         | 18                         | 8                          | 14                         |                            | 13                         |                            |

- Datos: Q26879365
- Multimedia: Sweden in the Eurovision Song Contest 2017 / Q26879365